# Jukka karolińska
Jukka karolińska, juka karolińska, krępla karolińska, krępla włóknista, juka włóknista, szpilecznica włóknista (Yucca filamentosa L.) – gatunek zimozielonej rośliny z rodziny szparagowatych. Pochodzi z południowo-wschodnich stanów USA, rozprzestrzeniła się także w innych rejonach USA. Jest uprawiana w wielu krajach świata jako roślina ozdobna.

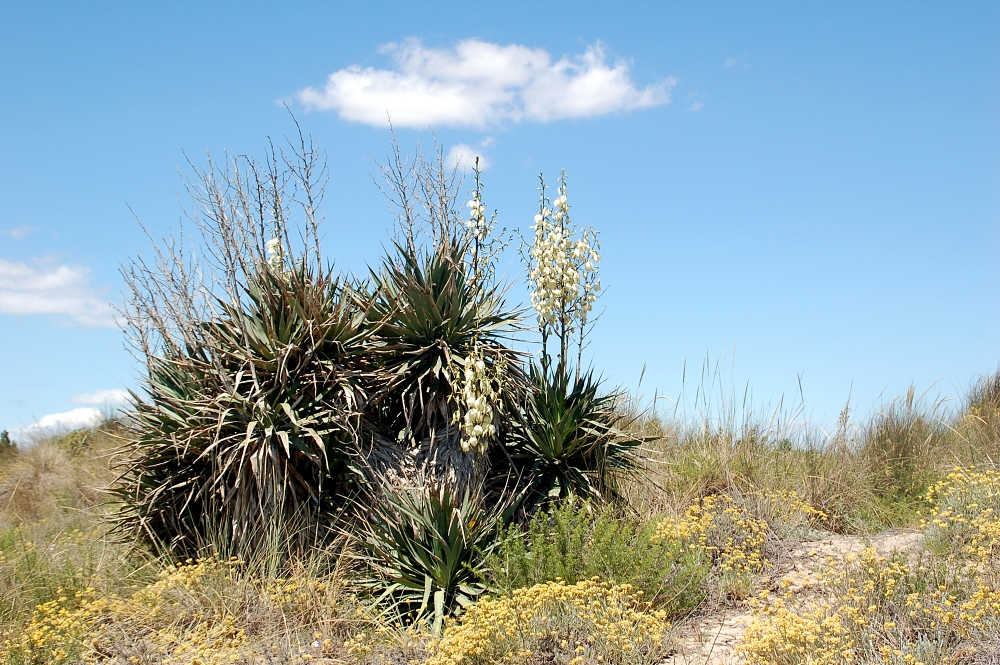
W swoim naturalnym środowisku

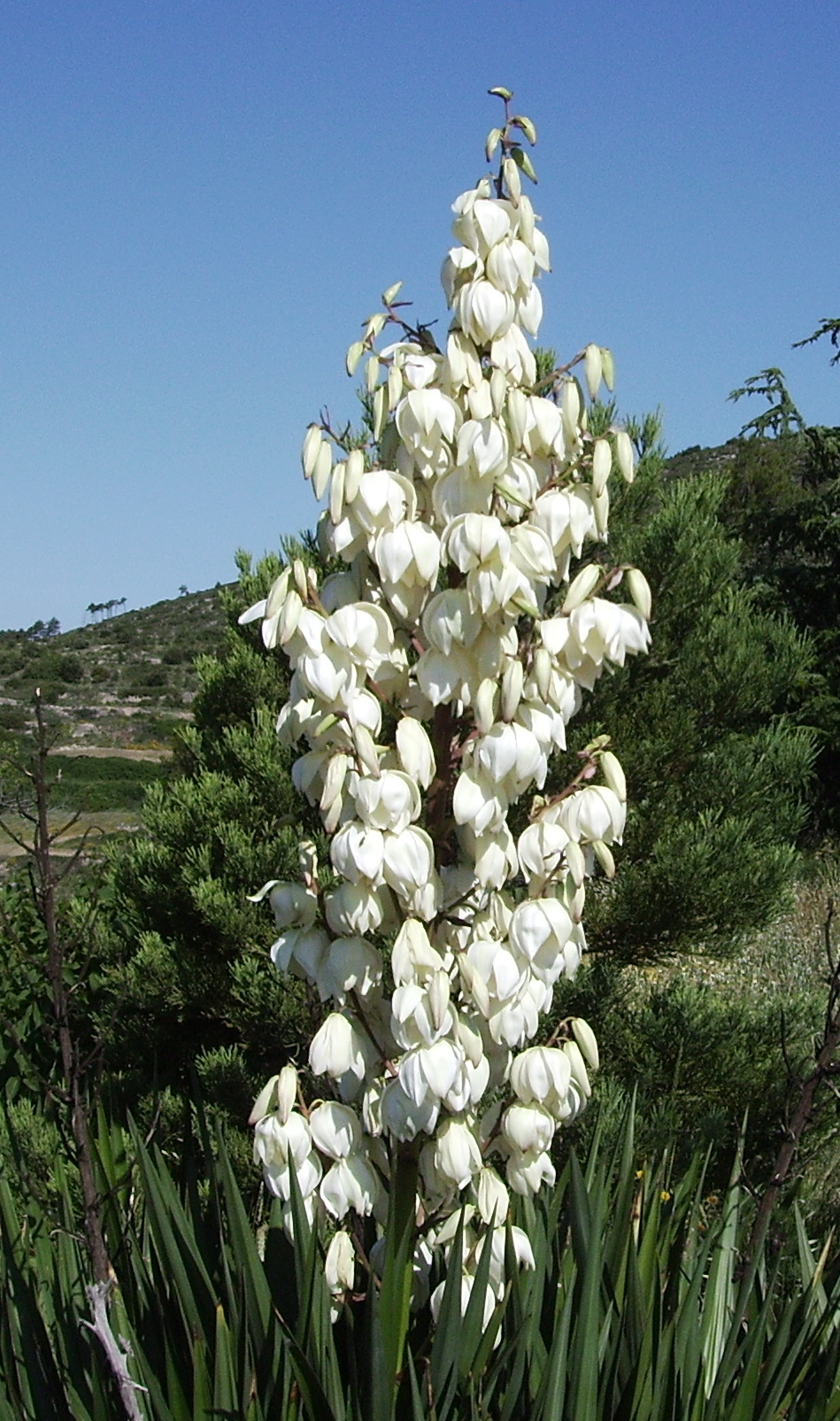
Kwiatostan

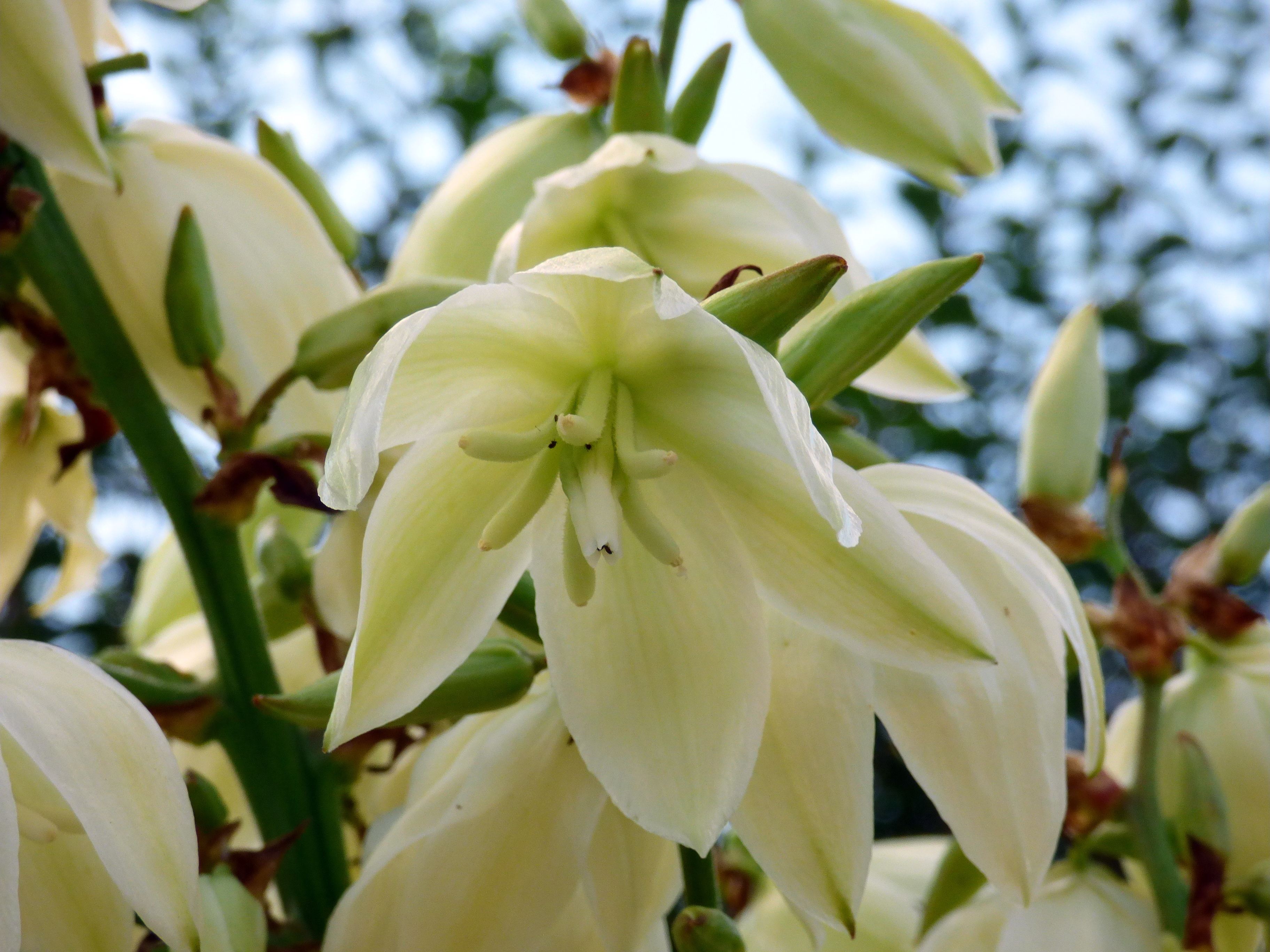
Kwiat

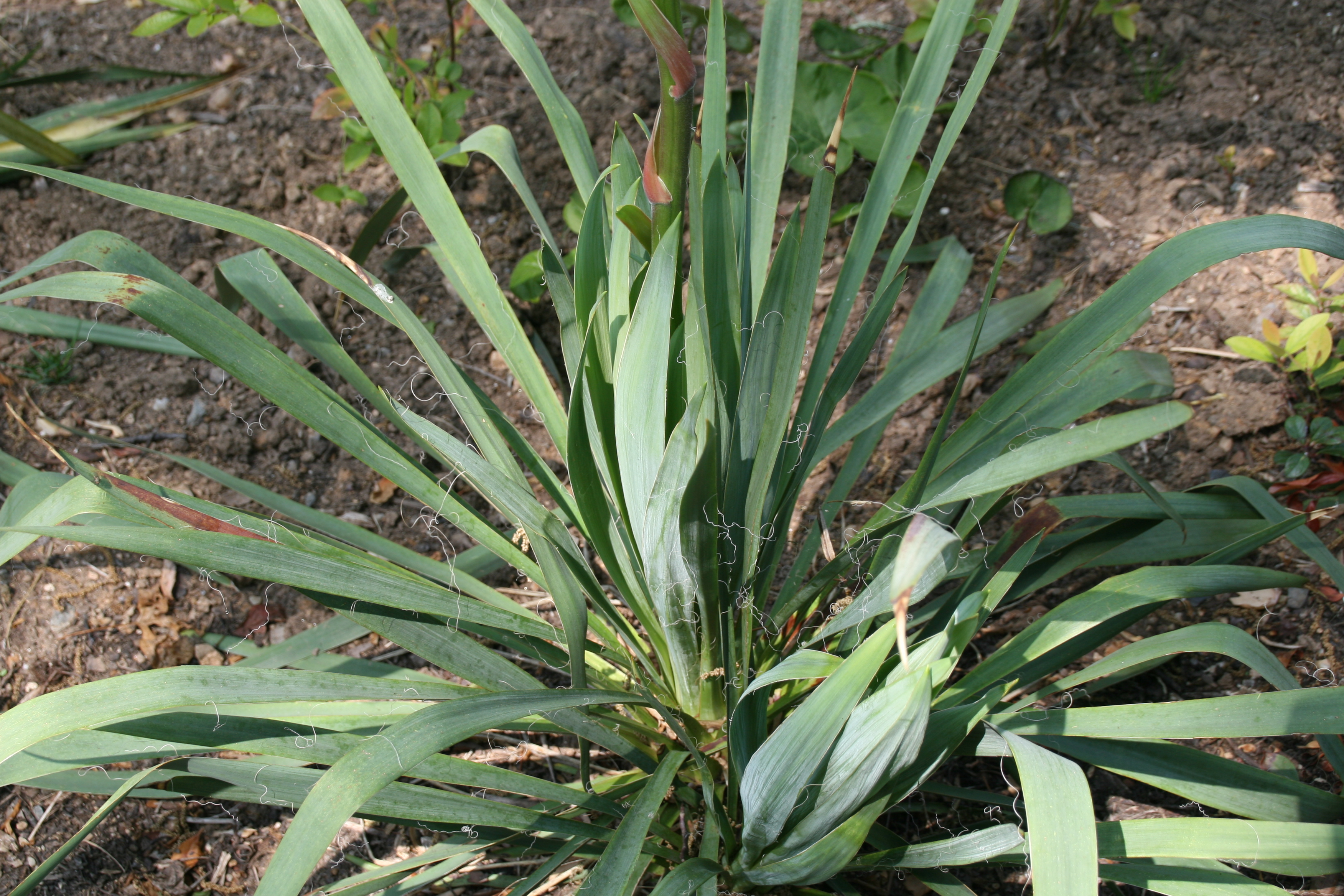
Liście

## Zasięg występowania
Naturalny zasięg występowania juki karolińskiej to środkowe, wschodnie i południowe regiony Stanów Zjednoczonych (Michigan i Nowy Jork po Teksas i Florydę). Zasiedla tam świetliste lasy, nieużytki i przydroża. W warunkach klimatycznych Europy jest hodowana jako roślina ozdobna w ogrodach. Jest jednym z najbardziej mrozoodpornych i najmniej wymagających gatunków juk, dzięki czemu zdecydowanie nadaje się do hodowli w Polsce na powietrzu.

## Morfologia
Łodyga i liścieŁodygi brak lub występuje krótka (do 30 cm wysokości), drewniejąca i ukryta wśród liści. Liście są nieco mięsiste, elastyczne, odwrotnie lancetowate, wyraźnie zwężone na szczycie i ostro zakończone, na brzegach nitkowato rozwłóknione, koloru zielonego lub niebieskozielonego od woskowego nalotu. Osiągają długość ok. 50–75 cm i szerokość 2,5–5 cm.
KwiatyZebrane w kwiatostan wyrastający latem ze środka dorosłej rozety, silny, drewniejący pęd o wysokości 100–180 cm, z czego co najmniej połowa przypada na kwiatostan. Kwiaty są liczne, zwieszone, dzwonkowate, koloru białego lub kremowobiałego, niekiedy zielono nabiegłe. Okwiat ma formę kulistą. Listki jajowate, na szczycie lekko zaostrzone, o długości 40–60 mm i szerokości 20–30 mm.
OwoceTorebki o długości 40–60 mm, wyprostowane, suche i pękające.

## Biologia
Kwitnie na przełomie lipca i sierpnia. W warunkach naturalnych roślinę cechuje specyficzny sposób zapylania, z udziałem molika Tegeticula yuccasella. Samica tego owada zeskrobuje pyłek z pręcików jednej rośliny i przenosi go na drugą, gdzie wwierca pokładełko w znamię słupka, składa w każdym jedno jajo, a następnie zatyka otwór pyłkiem. Gąsienice żywią się zalążkami, jednak część z nich pozostaje i rozwija się w nasiona.

## Zastosowanie
Cała roślina wraz z korzeniami wykorzystywana jest w lecznictwie. Pozyskuje się z niej frakcję saponinową, zawierającą ok. 1,2% saponin, z których najważniejsze to sarsapogenina i tigogenina. Po izolacji składniki te są produktem do syntezy kortykosteroidów i hormonów płciowych. Od niedawna wyciągi z jukki używane są także do leczenia zapaleń stawów, przebiegających z ich zesztywnieniem i obrzękami. W przemyśle wykorzystuje się włókno pozyskane z liści, przerabiane następnie na grube tkaniny i wyroby powroźnicze.

## Uprawa
WymaganiaGatunek preferuje słoneczne stanowiska i lekkie, niezbyt żyzne, piaszczysto-próchnicze podłoże, o niewielkiej wilgotności oraz odczynie alkalicznym. Ginie natomiast na glebach ciężkich, gliniastych i często zalewanych.
RozmnażaniePo przekwitnięciu wokół rośliny pojawiają się młode rozetki, które osiągają dojrzałość i zdolność do kwitnienia w ciągu kilku lat. Nowe sadzonki można także uzyskać przez fragmentację korzenia lub z nasion. Jednak w warunkach klimatycznych innych, niż naturalne, owoce, a tym samym nasiona nie wykształcają się.